# Markis av Tavistock
Markis av Tavistock, en engelsk titel som bärs av äldste sonen till huvudmannen i huset Russell, så länge som fadern ännu är i livet.